# Френсіс Бомонт
Фре́нсіс Бомо́нт (англ. Francis Beaumont; *1584 — †6 березня 1616) — англійський драматург Яковіанської епохи.
Син судді, Бомонт після його смерті залишив Оксфордський університет і мало не став адвокатом. Найраніше з його творів — поема «Гермафродит і Салмакіда» (1602), що рясніє довготами, на міфологічний сюжет, почерпнутий з Овідія. З 1607 жив у одному будинку зі своїм співавтором Джоном Флетчером. По 1613 вони спільно написали не менше 10 п'єс. Свого часу вони були найпопулярнішими і найзатребуванішими драматургами Англії, але згодом загубилися в тіні Шекспіра. Незмінне значення зберігають їхні п'єси Філастр, Трагедія дівчини, Король і не король.
У 30-річному віці одружився з багатою спадкоємицею і залишив літературну діяльність. Помер через два роки і був похований у Вестмінстерському абатстві (Куточок поетів).
Прийнято вважати, що Флетчеру і Бомонту комедія вдавалася краще за трагедію і що вони вільно поєднували елементи цих жанрів. Нині літературознавці розрізняють творчі прийоми Флетчера і Бомонта, хоча зазвичай вважалося, що вони «зрослися одного автора».
За словами Драйдена, Бомонт вирізнявся бездоганним літературним смаком і на його суд представляв свої твори сам Бен Джонсон. З самостійних п'єс Бомонта збереглася пародія «Лицар полум'яного Пестика».

## Творчість
Автор комедії «Ненависник жінок» (бл. 1606). З 1607 по 1613 разом із Джоном Флетчером створив трагікомедії та комедії («Філастер», 1609; «Трагедія дівчини», 1609—11, та ін.). Найкращими є комедії «Лицар полум'яніючого товкачика» (1610) — сатира на буржуазно-міщанські смаки того часу та «Іспанський священик» (1622).